# Gibboniec czubaty
Gibboniec czubaty, gibboniec junnański, gibboniec czarny, gibon czarny (Nomascus concolor) – gatunek ssaka naczelnego z rodziny gibbonowatych (Hylobatidae).

## Zasięg występowania
Gibboniec czubaty występuje w orientalnej Azji zamieszkując w zależności od podgatunku:
- N. concolor concolor – gibboniec czubaty – południowo-środkowa Chińska Republika Ludowa (środkowa i południowo-zachodnia prowincja Junnan), w tym niewielka populacja na zachód od rzeki Mekong w pobliżu granicy z Mjanmą, oraz północny Wietnam (prowincje Lào Cai, Sơn La i Yên Bái) między Rzekami Czarną i Czerwoną od około 20°N do 23°45’N.
- N. concolor lu – gibboniec laotański – północno-zachodni Laos (prowincje Bokéo i Louang Namtha) w izolowanej populacji na wschód od rzeki Mekong na około 20°17’N–20°25’N.

## Taksonomia
Gatunek po raz pierwszy naukowo opisał w 1826 roku amerykański zoolog i paleontolog Richard Harlan nadając mu nazwę Simia concolor. Holotyp pochodził z Tonkinu, w Wietnamie.
Niektóre ujęcia systematyczne rozpoznają do czterech podgatunków, lecz taksony furvogaster z południowo-zachodniego Junnanu na zachód od rzeki Mekong i jingdonensis znaleziony w zachodnio-środkowym Junnan są uważane za synonimy podgatunku nominatywnego w oparciu o niedawne dowody genetyczne. Autorzy Illustrated Checklist of the Mammals of the World rozpoznają dwa podgatunki.

### Etymologia
- concolor: łac. concolor, concoloris „tego samego koloru, jednobarwny, podobny”, od cum (stara forma com) „razem z”; color, coloris „kolor”[14].

## Morfologia
Długość ciała (bez ogona) 43–45 cm; masa ciała 7–8 kg. Sierść czarna lub ciemnobrązowa, twarz czarna, białe bokobrody, ręce i stopy czarne. Z tyłu niewielkie modzele pośladkowe. W swym uzębieniu posiada charakterystyczne długie kły.

## Ekologia
Żyje w wilgotnych lasach w małych grupach rodzinnych nie oddalając się zbytnio od swego terytorium prowadząc dzienny, nadrzewny tryb życia. Okres żywota sięga 25 lat. Odżywia się roślinami, liśćmi, owocami, drobnymi ptakami i ich jajami.